# Adsorption Science & Technology
Adsorption Science & Technology, abgekürzt Adsorpt. Sci. Technol., ist eine wissenschaftliche Fachzeitschrift, die vom Multi-Science-Verlag veröffentlicht wird. Die Zeitschrift erscheint mit zehn Ausgaben im Jahr. Es werden Artikel veröffentlicht, die sich mit Fragen der Absorption und Desorption beschäftigen.
Der Impact Factor lag im Jahr 2014 bei 0,669. Nach der Statistik des ISI Web of Knowledge wird das Journal mit diesem Impact Factor in der Kategorie angewandte Chemie an 57. Stelle von 72 Zeitschriften, in der Kategorie physikalische Chemie an 129. Stelle von 139 Zeitschriften und in der Kategorie chemische Ingenieurwissenschaften an 99. Stelle von 135 Zeitschriften geführt.